# Bauhinia subclavata
Bauhinia subclavata är en ärtväxtart som beskrevs av George Bentham. Bauhinia subclavata ingår i släktet Bauhinia och familjen ärtväxter. Inga underarter finns listade i Catalogue of Life.